# Chrysichthys levequei
Chrysichthys levequei är en fiskart som beskrevs av Risch, 1988. Chrysichthys levequei ingår i släktet Chrysichthys och familjen Claroteidae. IUCN kategoriserar arten globalt som otillräckligt studerad. Inga underarter finns listade i Catalogue of Life.